# Attalea racemosa
Attalea racemosa là loài thực vật có hoa thuộc họ Arecaceae. Loài này được Spruce mô tả khoa học đầu tiên năm 1869.